# Agrodiaetus anatoliensis
Agrodiaetus anatoliensis är en fjärilsart som beskrevs av Forster 1960. Agrodiaetus anatoliensis ingår i släktet Agrodiaetus och familjen juvelvingar. Inga underarter finns listade i Catalogue of Life.